# NEW DAY,NEW WORLD
「NEW DAY,NEW WORLD」（ニューデイ ニューワールド）は、日本のヒップホップユニット、Hilcrhymeの通算14枚目のシングル。2013年7月10日にユニバーサルJから発売された。

## 概要
- 初回限定版のみ、『TOUR 2013 “LIVE A NOVEL”ダイジェスト映像』を収録したDVDがつく。

## 収録曲
1. NEW DAY,NEW WORLD（作詞：TOC、作曲：TOC & Shintaro“Growin”Izutsu　編曲：Shintaro“Growth”Izutsu）　（4：27）
2. 次ナル丘ヘ （作詞：TOC、作曲：TOC & DJ KATSU、編曲：DJ KATSU）　（4：21）

| スタブアイコン | サブスタブ | この項目は、まだ閲覧者の調べものの参照としては役立たない、シングルに関連した書きかけの項目です。この項目を加筆・訂正などしてくださる協力者を求めています（P:音楽/PJ:楽曲）。 |